# Llewellyn Thomas
Llewellyn Hilleth Thomas (Londres, 21 de outubro de 1903 — 20 de abril de 1992) foi um físico e matemático britânico.
É mais conhecido por suas contribuições à física atômica , em particular:
- A Precessão de Thomas, uma correção para a interação spin-órbita na mecânica quântica, que leva em conta a dilatação do tempo relativística entre o elétron e o núcleo atômico de um átomo.
- O modelo de Thomas-Fermi; um modelo estatístico para o átomo, posteriormente desenvolvido por Dirac e Weizsäcker; que formou a base da teoria do funcional da densidade.

Seu nome é frequentemente associado a um eficiente método de Eliminação de Gauss para matrizes tridiagonais — O Algoritmo de Thomas.
Nasceu em Londres, estudou na Universidade de Cambridge, e recebeu seu bacharelado, mestrado, e doutorado 1924, 1927 e 1928 respectivamente. Ele propôs a Precessão de Thomas em 1926, para explicar a diferença entre as previsões feitas pela teoria acoplamento spin-órbita e as observações experimentais.
Em 1929 começou a lecionar física na Universidade do Estado de Ohio, onde permaneceu até 1943. Casou-se com Naomi Estelle Frech, em 1933. De 1943 até 1945 trabalhou em balística no Campo de Testes Aberdeen em Maryland. Em 1946 tornou-se membro da equipe do Laboratório de Computação Científica Watson da Universidade de Columbia, permanecendo até 1968. Em 1958 foi eleito membro da Academia Nacional de Ciências dos Estados Unidos. Em 1968 foi nomeado professor visitante da Universidade Estadual da Carolina do Norte, onde trabalhou até se aposentar em 1976.